# Chicago Med (1.ª temporada)
A primeira temporada da série de televisão dramática estadounidense Chicago Med foi encomendada em 1 de maio de 2015 pela NBC, estreou em 17 de novembro de 2015 e foi finalizada em 17 de maio de 2016, contando com 18 episódios. A temporada foi produzida pela Universal Television em associação com a Wolf Entertainment, com Dick Wolf como produtor executivo e Michael Brandt, Peter Jankowski, Andrew Schneider e René Balcer como produtores. A temporada foi ao ar na temporada de transmissão de 2015-16 às noites de terça-feira às 21h00, horário do leste dos EUA.
A primeira temporada estrela Nick Gehlfuss como Dr. Will Halstead, Yaya DaCosta como April Sexton, Torrey DeVitto como Dra. Natalie Manning, Rachel DiPillo como Sarah Reese, Colin Donnell como Dr. Connor Rhodes, Brian Tee como Dr. Ethan Choi, S. Epatha Merkerson como Sharon Goodwin, Oliver Platt como Dr. Daniel Charles e Marlyne Barrett como Maggie Lockwood.
A temporada terminou com uma audiência média de de 9.83 milhões de telespectadores e ficou classificada em 37.º lugar na audiência total e classificada em 30.º no grupo demográfico de 18 a 49 anos.

## Elenco e personagens

### Principal
- Nick Gehlfuss como Dr. Will Halstead
- Yaya DaCosta como April Sexton
- Torrey DeVitto como Dra. Natalie Manning
- Rachel DiPillo como Sarah Reese
- Colin Donnell como Dr. Connor Rhodes
- Brian Tee como Dr. Ethan Choi
- S. Epatha Merkerson como Sharon Goodwin
- Oliver Platt como Dr. Daniel Charles
- Marlyne Barrett como Maggie Lockwood[a]

### Recorrente
- Julie Berman como Dra. Samantha "Sam" Zanetti
- Brennan Brown como Dr. Sam Abrams
- Peter Mark Kendall como Joey Thomas
- D. W. Moffett como Cornelius Rhodes
- Christina Brucato como Claire Rhodes
- Annie Potts como Helen Manning
- Gregg Henry como Dr. David Downey
- Susie Abromeit como Zoe Roth
- Roland Buck III como Noah Sexton
- Marc Grapey como Peter Kalmick
- Cynthia Addai-Robinson como Dra. Vicki Glass
- Lorena Diaz como Enfermeira Doris
- Amanda Marcheschi como Enfermeira Dina
- Patti Murin como Dra. Nina Shore
- Jeff Hephner como Jeff Clarke

### Crossover
- Jesse Lee Soffer como Detetive Jay Halstead (De Chicago P.D.)
- Sophia Bush como Detetive Erin Lindsay (De Chicago P.D.)
- Brian Geraghty como Oficial Sean Roman (De Chicago P.D.)
- Marina Squerciati como Oficial Kim Burgess (De Chicago P.D.)
- Jason Beghe como Sargento Henry "Hank" Voight (De Chicago P.D.)
- Taylor Kinney como Tenente Kelly Severide (De Chicago Fire)
- David Eigenberg como Christopher Herrmann (De Chicago Fire)
- Kara Killmer como Paramédica Sylvie Brett (De Chicago Fire)
- Dora Madison como Paramédica Jessica "Chili" Chilton (De Chicago Fire)
- Monica Raymund como Gabriela Dawson (De Chicago Fire)
- Yuri Sardarov como Brian "Otis" Zvonecek (De Chicago Fire)
- Joe Minoso como Joe Cruz (De Chicago Fire)
- Christian Stolte como Randy "Mouch" McHolland (De Chicago Fire)

Notas
1. ↑  Barrett foi creditada como "Convidada" até o episódio 13. Do episódio 14 em diante, ela é creditada como membro do elenco principal

## Episódios
| N.º na série | N.º na temp. | Título         | Dirigido por       | Escrito por | Exibição original       | Audiência (milhões) |
| --- | ------------ | -------------- | ------------------ | --- | ----------------------- | ------------------- |
| 1 | 1            | "Derailed"     | Michael Waxman     | História por : Andrew Dettmann Roteiro por : Andrew Dettmann & Diane Frolov & Andrew Schneider                           | 17 de novembro de 2015  | 8.64                |
| A inauguração do departamento de emergência do Chicago Med é interrompida pelas vítimas de um acidente de trem, levando a equipe ao limite. Dr. Will Halstead e o novo companheiro do trauma, Dr. Connor Rhodes, batem de frente quando o último puxa a hierarquia quando se trata de tratar pacientes. A pediatra grávida, Dra. Natalie Manning, revela que seu marido foi morto durante seu serviço no Afeganistão. Os primeiros dias de rodízio da estudante de medicina Sarah Reese a afetam emocionalmente. Halstead e Manning são forçados a realizar uma cirurgia de emergência em um paciente.                                                                                                  |              |                |                    | |                         |                     |
| 2 | 2            | "iNO"          | Fred Berner        | Stephen Hootstein | 24 de novembro de 2015  | 7.61                |
| Dr. Manning trata uma menina de quatorze anos que deu à luz e abandonou seu filho bebê em um beco a dois quarteirões do hospital. O Dr. Charles e Reese tratam uma mulher com um falso caso de demência que é reclassificado como hidrocefalia. Dr. Halstead trata um paciente alegando que ele sofreu um ataque cardíaco que mais tarde se torna muito pior, e as enfermeiras se unem para dar à Dra. Manning seu chá de bebê. |              |                |                    | |                         |                     |
| 3 | 3            | "Fallback"     | Tara Nicole Weyr   | Simran Baidwan | 1 de dezembro de 2015   | 9.87                |
| O Dr. Choi pede a ajuda do Dr. Charles para descobrir por que seu paciente veterano do exército parece ter diabetes, embora ele não tenha nenhum dos fatores de risco para isso. O Dr. Halstead trata um músico que sofre de vertigem e pode precisar de uma cirurgia perigosa. Dr. Rhodes tenta tratar um paciente que ele conhece há anos, que foi empalado por um candelabro, e lida com seu pai autoritário ao mesmo tempo. |              |                |                    | |                         |                     |
| 4 | 4            | "Mistaken"     | Donald Petrie      | Eli Talbert | 8 de dezembro de 2015   | 9.60                |
| Um tiroteio em massa no cinema deixa o Chicago Med no limite. Dr. Halstead trata um paciente que foi pisoteado durante o incidente, que mais tarde teve morte cerebral. Sharon se recusa a aprovar um transplante de fígado que o Dr. Rhodes precisa para seu paciente. A Dra. Manning e o Dr. Charles tratam um paciente com aparente distúrbio alimentar. A pessoa que parou o atirador é questionada quando se descobre que o atirador não tinha arma. O Dr. Rhodes está envolvido com a Dra. Zanetti. |              |                |                    | |                         |                     |
| 5 | 5            | "Malignant"    | Nick Gomez         | Jeff Drayer | 5 de janeiro de 2016    | 8.39                |
| A condição de Hermann sofre uma reviravolta dramática quando o Dr. Rhodes realiza uma cirurgia de emergência nele. Kelly Severide e Dr. Rhodes discordam quando se trata do tratamento de Hermann. Dr. Choi, Dr. Charles e o detetive Jay Halstead investigam uma mulher de um chamado do Quartel 51 que foi internada após uma possível tentativa de suicídio. Os médicos descobrem que ela estava recebendo altas doses de quimioterapia para um câncer que nunca teve. O irmão mais novo de April tem seu primeiro dia de rodízio no hospital e se vê perdido. Este episódio continua um crossover com Chicago Fire e Chicago P.D. que começou em "The Beating Heart" e se conclui em "Now I'm God". |              |                |                    | |                         |                     |
| 6 | 6            | "Bound"        | Michael Waxman     | Will Pascoe | 19 de janeiro de 2016   | 7.05                |
| Dr. Rhodes trata dois pacientes que foram encontrados escondidos em um avião. Mais tarde, ele se encontra com Sharon e a Segurança Interna, que estão tentando fazer com que os imigrantes indocumentados sejam deportados. Reese pede a ajuda do Dr. Charles para contar a um jovem paciente que ele tem uma doença terminal. Manning entra em trabalho de parto, enquanto o Dr. Halstead conhece Helen, sua sogra controladora. |              |                |                    | |                         |                     |
| 7 | 7            | "Saints"       | Jann Turner        | Mary Leah Sutton | 26 de janeiro de 2016   | 7.58                |
| Dr. Halstead trata um ex-presidiário que foi preso por roubo de carro armado. Dr. Rhodes, Dr. Choi e Reese tratam de um casal que estava em um primeiro encontro. Sharon recebe a notícia de que uma lei federal impedirá o hospital de realizar um importante transplante de medula óssea. A Dra. Manning e sua sogra cuidam de seu filho recém-nascido. |              |                |                    | |                         |                     |
| 8 | 8            | "Reunion"      | Donald Petrie      | História por : David Weinstein Roteiro por : David Weinstein & Stephen Hootstein                                         | 2 de fevereiro de 2016  | 7.54                |
| O Dr. Halstead e a Dra. Manning, que voltou da licença maternidade, tratam uma criança com vários problemas médicos cujo pai pode ter abusado dela sem querer. Dr. Choi diagnostica um velho amigo com câncer de cólon. Reese e April tratam de um paciente aparentemente embriagado e o Dr. Rhodes chama a atenção de um cirurgião de renome que se prepara para operar um príncipe da Arábia Saudita. |              |                |                    | |                         |                     |
| 9 | 9            | "Choices"      | Jean de Segonzac   | Joshua Hale Fialkov | 9 de fevereiro de 2016  | 7.02                |
| Dr. Halstead toma uma decisão que pode custar-lhe o emprego quando ele ressuscita um paciente com câncer em estágio quatro que tem uma Ordem de Não Ressuscitar. As enfermeiras do hospital pedem a seus pacientes que preencham os cartões de satisfação do paciente. Reese e April cuidam de um morador de rua. Os problemas do Dr. Choi vêm à tona depois que ele trata um paciente com transtorno bipolar. |              |                |                    | |                         |                     |
| 10 | 10           | "Clarity"      | Fred Berner        | Safura Fadavi | 16 de fevereiro de 2016 | 6.66                |
| Dr. Choi e Reese lidam com um pai autoritário enquanto tratam de seu filho após um incidente de hóquei. Dr. Halstead lida com as consequências de seu último paciente e bate de frente com a Dra. Manning. Dr. Rhodes e Dr. Downey realizam um transplante de pulmão em um herói do 11 de setembro que sofre de fibrose pulmonar. |              |                |                    | |                         |                     |
| 11 | 11           | "Intervention" | Sanford Bookstaver | História por : Jeff Drayer & Simran Baidwan Roteiro por : Jeff Drayer & Simran Baidwan & Diane Frolov & Andrew Schneider | 23 de fevereiro de 2016 | 6.64                |
| Dr. Halstead é confrontado com o processo movido pela mulher que ele ressuscitou contra sua vontade. Reese diagnostica um paciente com uma doença comedora de carne, e o Dr. Choi e o Dr. Rhodes tratam um paciente com insuficiência cardíaca. Dra. Manning diagnostica uma jovem com uma bactéria infecciosa, mas seus pais não querem que ela seja vacinada. Sharon comemora seu aniversário de casamento. |              |                |                    | |                         |                     |
| 12 | 12           | "Guilty"       | Holly Dale         | Mary Leah Sutton & Danny Weiss & Stephen Hootstein                                                                       | 29 de março de 2016     | 8.68                |
| Dr. Halstead continua a lidar com as consequências do processo movido contra ele. Um policial tenta impedir que um motorista seja levado para a cirurgia, levando Maggie a ser presa. Dra. Manning acusa erroneamente uma mãe de abuso infantil. Enquanto isso, o Dr. Charles e Reese diagnosticam um paciente com pensamentos suicidas e o colocam em espera psicológica. |              |                |                    | |                         |                     |
| 13 | 13           | "Us"           | Michael Waxman     | Diane Frolov & Andrew Schneider & Jeff Drayer                                                                            | 5 de abril de 2016      | 7.23                |
| Dr. Halstead tenta organizar um batismo para o filho da Dra. Manning, Owen. April faz amizade com o pai de um paciente que foi internado por engolir ímãs. A Dra. Reese realiza um procedimento para o qual ela não está qualificada em um paciente enquanto aguarda os resultados de sua correspondência de residência e o Dr. Charles diagnostica um paciente com uma doença rara quando ele tenta serrar o próprio braço. |              |                |                    | |                         |                     |
| 14 | 14           | "Hearts"       | Donald Petrie      | Liz Brixius | 19 de abril de 2016     | 8.16                |
| Enquanto o Dr. Choi lida com seu TEPT, ele trata um veterano com um problema cardíaco incomum. A Dra. Manning trata uma criança que ela originalmente pensava estar sendo abusada por seu pai, até que o Dr. Charles faz um diagnóstico chocante para o irmão do paciente. Dr. Rhodes deve lidar com as consequências de uma criança morrendo em sua mesa de operação. April começa a namorar o pai de uma jovem paciente, contra o conselho de Maggie. Reese desmaia na frente do Dr. Halstead. Ela não quer deixar o pronto-socorro para ir para patologia e pede para mudar de setor o que Sharon diz que não é possível, já que as opções de residência são contratos juridicamente vinculativos.   |              |                |                    | |                         |                     |
| 15 | 15           | "Inheritance"  | Stephen Cragg      | Joseph Sousa | 26 de abril de 2016     | 9.00                |
| Dr. Choi lida com uma barriga de aluguel que está com 32 semanas e precisa de uma cesariana de emergência porque o bebê está sofrendo. Enquanto isso, o Dr. Halstead trata de dois irmãos que costumavam intimidá-lo na escola. A Dra. Manning e o Dr. Charles tratam um paciente com fortes dores de estômago. Além disso, April fica irritada quando pega seu irmão administrando um negócio paralelo sem licença. Dr. Rhodes evita ver sua irmã para discutir questões familiares. |              |                |                    | |                         |                     |
| 16 | 16           | "Disorder"     | Ami Mann           | Eli Talbert | 3 de maio de 2016       | 7.62                |
| Dr. Charles e Dr. Rhodes diagnosticam erroneamente um paciente que apresenta problemas mentais e cardíacos com Lewy Body. Enquanto isso, a Dra. Manning e Reese tratam de uma vítima de mordida de cachorro, o Dr. Choi acompanha os paramédicos e recebe uma ligação de uma vítima de queimadura que vive como um acumulador. Enquanto isso, Sharon avisa a todos no hospital para manterem seu comportamento profissional quando a Comissão Conjunta vier. |              |                |                    | |                         |                     |
| 17 | 17           | "Withdrawal"   | Fred Berner        | Jeff Drayer & Stephen Hootstein                                                                                          | 10 de maio de 2016      | 8.01                |
| Dr. Halstead e April brigam quando se trata de tratar um paciente com abstinência de álcool grave e uma perna quebrada. Enquanto isso, a Dra. Manning tem um ataque cardíaco ao perder sua aliança de casamento, o Dr. Rhodes é forçado a realizar uma cirurgia sem sangue por causa de um paciente que é Testemunha de Jeová e não aceita transfusão de sangue. Reese e o Dr. Charles lidam com pacientes idosos com os mesmos sintomas. |              |                |                    | |                         |                     |
| 18 | 18           | "Timing"       | Michael Waxman     | Diane Frolov & Andrew Schneider                                                                                          | 17 de maio de 2016      | 7.86                |
| Dr. Rhodes lamenta informar o Dr. Downey que seu câncer de fígado se espalhou para o cérebro e não é curável. Dra. Manning e Reese lidam com um paciente infantil com vários problemas médicos. Sharon descobre que seu marido a está deixando. O Dr. Choi consulta o Dr. Charles sobre o papagaio que ele resgatou da casa do acumulador e recebe uma sugestão surpreendente. Além disso, o Dr. Halstead incomoda April para fazer um raio-X após uma queda grave que ela sofreu. O raio-X revela que April está com tuberculose. Reese e o Dr. Halstead esperam ansiosamente para ouvir sobre seus futuros. O Dr. Rhodes espalha as cinzas do Dr. Downey no Havaí.                                    |              |                |                    | |                         |                     |

## Produção
Em fevereiro de 2015, a NBC anunciou planos para fazer outro spin-off de Chicago Fire, o drama médico Chicago Med. Um episódio piloto especial do programa foi ao ar durante a terceira temporada de Chicago Fire. A série recebeu luz verde da NBC para o episódio piloto do programa em 1º de maio de 2015. A NBC originalmente encomendou 13 episódios para a primeira temporada; em 11 de dezembro de 2015, 5 episódios adicionais foram encomendados, elevando a temporada para 18 episódios.

### Casting
Laurie Holden foi originalmente escalada como Dra. Hannah Tramble, mas desistiu devido a "razões familiares". Em 29 de maio de 2015, a estrela de Arrow Colin Donnell foi escalado como Dr. Connor Rhodes, o mais novo médico de emergência do hospital. Em julho de 2015, Brian Tee se juntou ao elenco como Dr. Ethan Choi, especialista em prevenção de doenças infecciosas e oficial médico da Reserva da Marinha. A estrela de Pretty Little Liars, Torrey DeVitto, foi escalada em 13 de agosto de 2015, como a Dra. Natalie Manning, a pediatra do pronto-socorro. Em 14 de agosto de 2015, Rachel DiPillo foi escalada como Sarah Reese, uma estudante de medicina do quarto ano. Em 13 de abril de 2016, foi anunciado que Jeff Hephner repetiria seu papel de Chicago Fire como Jeff Clarke, no entanto, ele trocou de profissão e agora é um estudante de medicina do quarto ano.

### Crossovers
Um crossover de três partes entre Chicago Fire, Chicago Med e Chicago P.D. foi ao ar em 5 e 6 de janeiro de 2016.

## Recepção

### Audiência
| №  | Título         | Exibição original       | Rating/share (18–49) | Audiência (em milhões) | DVR (18–49) | Audiência em DVR (milhões) | Total (18–49) | Audiência total (em milhões) |
| -- | -------------- | ----------------------- | -------------------- | ---------------------- | ----------- | -------------------------- | ------------- | ---------------------------- |
| 1  | "Derailed"     | 17 de novembro de 2015  | 2.2/7                | 8.64                   | N/A         | N/A                        | N/A           | N/A                          |
| 2  | "iNO"          | 24 de novembro de 2015  | 1.8/6                | 7.61                   | 0.8         | 2.68                       | 2.6           | 10.29                        |
| 3  | "Fallback"     | 1 de dezembro de 2015   | 2.0/6                | 9.87                   | 0.7         | 2.35                       | 2.7           | 12.22                        |
| 4  | "Mistaken"     | 8 de dezembro de 2015   | 2.1/7                | 9.60                   | 0.8         | 2.51                       | 2.9           | 12.11                        |
| 5  | "Malignant"    | 5 de janeiro de 2016    | 1.9/6                | 8.39                   | 1.1         | 3.97                       | 3.0           | 12.36                        |
| 6  | "Bound"        | 19 de janeiro de 2016   | 1.6/5                | 7.05                   | 0.8         | 3.02                       | 2.4           | 10.07                        |
| 7  | "Saint"        | 26 de janeiro de 2016   | 1.7/5                | 7.58                   | 0.6         | 2.38                       | 2.3           | 9.96                         |
| 8  | "Reunion"      | 2 de fevereiro de 2016  | 1.6/5                | 7.54                   | 0.8         | 2.70                       | 2.4           | 10.24                        |
| 9  | "Choices"      | 9 de fevereiro de 2016  | 1.6/5                | 7.02                   | 0.8         | 2.74                       | 2.4           | 9.76                         |
| 10 | "Clarity"      | 16 de fevereiro de 2016 | 1.4/5                | 6.66                   | 0.9         | 2.95                       | 2.3           | 9.61                         |
| 11 | "Intervention" | 23 de fevereiro de 2016 | 1.5/5                | 6.64                   | 0.8         | 2.94                       | 2.3           | 9.58                         |
| 12 | "Guilty"       | 29 de março de 2016     | 1.8/6                | 8.68                   | 0.8         | 2.90                       | 2.6           | 11.58                        |
| 13 | "Us"           | 5 de abril de 2016      | 1.5/5                | 7.23                   | 0.8         | 2.93                       | 2.3           | 10.13                        |
| 14 | "Hearts"       | 19 de abril de 2016     | 1.6/5                | 8.16                   | 0.9         | 2.90                       | 2.5           | 11.06                        |
| 15 | "Inheritance"  | 26 de abril de 2016     | 1.8/6                | 9.00                   | 0.8         | 2.69                       | 2.6           | 11.58                        |
| 16 | "Disorder"     | 3 de maio de 2016       | 1.5/5                | 7.62                   | 0.8         | 2.86                       | 2.3           | 10.48                        |
| 17 | "Withdrawal"   | 10 de maio de 2016      | 1.6/6                | 8.01                   | 0.8         | 2.86                       | 2.4           | 10.86                        |
| 18 | "Timing"       | 17 de maio de 2016      | 1.6/5                | 7.86                   | 0.8         | 2.78                       | 2.4           | 10.64                        |

## Lançamento em DVD
| Chicago Med – Season One                                                                               | | | | | |
| Detalhes do DVD                                                                                        | Detalhes do DVD                                                                                        | Detalhes do DVD                                                                                        | Características Especiais | Características Especiais | Características Especiais |
| - 18 episódios - 5 discos - Áudio em Inglês (Dolby Digital 5.1 Surround) - Legendas: Inglês e Espanhol | - 18 episódios - 5 discos - Áudio em Inglês (Dolby Digital 5.1 Surround) - Legendas: Inglês e Espanhol | - 18 episódios - 5 discos - Áudio em Inglês (Dolby Digital 5.1 Surround) - Legendas: Inglês e Espanhol | - Bastidores - Episódio crossover com Chicago Fire: - "The Beating Heart" - Parte um do crossover de três partes que termina em "Now I'm God". - Episódio crossover com Chicago P.D.: - "Now I'm God" - Parte três do crossover de três partes que começa em "The Beating Heart". | - Bastidores - Episódio crossover com Chicago Fire: - "The Beating Heart" - Parte um do crossover de três partes que termina em "Now I'm God". - Episódio crossover com Chicago P.D.: - "Now I'm God" - Parte três do crossover de três partes que começa em "The Beating Heart". | - Bastidores - Episódio crossover com Chicago Fire: - "The Beating Heart" - Parte um do crossover de três partes que termina em "Now I'm God". - Episódio crossover com Chicago P.D.: - "Now I'm God" - Parte três do crossover de três partes que começa em "The Beating Heart". |
| Datas de lançamento                                                                                    | | | | | |
| Região 1                                                                                               | Região 1                                                                                               | Região 2                                                                                               | Região 2 | Região 4 | Região 4 |
| 30 de agosto de 2016                                                                                   | 30 de agosto de 2016                                                                                   | 12 de setembro de 2016                                                                                 | 12 de setembro de 2016 | 26 de abril de 2017 | 26 de abril de 2017 |